# Шмидт, Вольфганг
Во́льфганг Шмидт (нем. Wolfgang Schmidt; род. 16 января 1954, Берлин) — немецкий легкоатлет, который на международных соревнованиях по метанию диска до 1987 года представлял Восточную Германию, а позднее — Западную. Серебряный призёр Олимпийских игр 1976 года, проходивших в Монреале. Бывший рекордсмен мира и рекордсмен Европы.

## Спортивные достижения

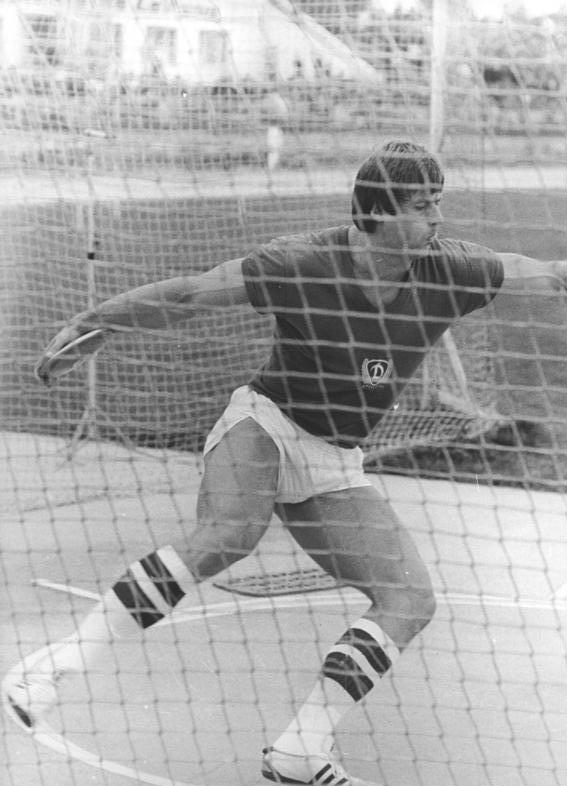
Вольфганг Шмидт на Чемпионате Европы 1978 года

- 1973: Чемпионат Европы среди юниоров: 1-е место в метании диска (61,30)
- 1974: Чемпионат Европы: 8 место в метании диска (59,56)
- 1976: Олимпийские игры: 2 место в метании диска (66,22)
- 1978: Чемпионат Европы: 1 место в метании диска (66,82); 3-е место в толкании ядра (20,30)[a]
- 1980: Олимпийские игры: 4-е место в метании диска (65,64)
- 1990: Чемпионат Европы: 3 место в метании диска (64,10)
- 1991: Чемпионат мира: 4-е место в метании диска (64,76)

Его личный рекорд в метании диска, установленный в августе 1978 года в Берлине, составляет 71,16 метров. Это третий результат среди немецких дискоболов в истории (после Юргена Шульта и Ларса Риделя).
a  Допинг-проба серебряного призёра в толкании ядра у мужчин, Евгения Миронова из СССР, взятая после завершения соревнований, дала положительный результат на наличие в организме запрещённых веществ. Решением совета ИААФ от 28 апреля 1979 года спортсмен был дисквалифицирован на 18 месяцев. Его результат на чемпионате Европы — 1978, 2-е место с попыткой на 20,87 м, был аннулирован. Занявший по итогам соревнований 4-е место Вольфганг Шмидт получил бронзовую медаль.

## Бегство из Восточной Германии
После Олимпийских игр 1980 года в Москве, где Вольфганг Шмидт показал лишь четвёртое место, и последующего второго места на чемпионате ГДР, не позволившего ему принять участие на Чемпионате мира 1981 года в Риме, он решил добиваться спортивных успехов в ФРГ. План побега Шмидта, находившегося под постоянным наблюдением Народной полиции ГДР, на основе допросов его коллег Рикки Бруха и Альвина Вагнера был раскрыт, и осенью 1982 года он был приговорён к полутора годам тюрьмы. Спустя год он был амнистирован и назначен тренером СК «Динамо» Адлерсхоф. В конце 1987 года Шмидту было разрешено переехать в Западную Германию, однако произошло это уже после квалификационных отборов на Олимпийские игры 1988 года в Сеуле, что не позволило ему принять в них участие.

## Жизнь после объединения Германии
В 1992 году Шмидт одержал победу в метании диска на Чемпионате Германии, опередив своего основного конкурента Юргена Шульта. Он также принял участие в отборе на Олимпийские Игры 1992 года в Барселоне, но в качестве члена сборной страны был выбран Шульт, который завоевал серебряную олимпийскую медаль. Позже Шмидт переехал в Сан-Франциско, где стал биржевым маклером и консультантом по менеджменту.